# Castillo de Palma
El castillo de Palma se encuentra en la sierra de Ador, en el municipio de Alfahuir, y está declarado Bien de Interés Cultural (referencia RI-51-0010795). Desde el punto de vista arquitectónico se aprecia una estructura rectangular concéntrica y los restos de un aljibe. Se trata de un hisn andalusí del siglo XI que formó parte de la red de castillos que se articulaba alrededor del castillo de Bayrén. En el siglo XIII, con la conquista, el castillo fue entregado por Jaime I de Aragón al señor de Vilaragut y fue cambiando de manos hasta su abandono en el siglo XV.

## Emplazamiento
El Castillo de Palma, también conocido en ocasiones como Castillo de Ador por la proximidad a su término, está situado en lo alto de una elevación a 233 metros sobre el nivel del mar, al este de la población de Alfahuir. El principal camino de acceso, bastante empinado y pedregoso, es el llamado Camí del Castell (camino del castillo), que desde las afueras de Ador y atravesando la cantera dels Moratals lleva desde el sur hasta los pies del castillo.

## Historia
De construcción islámica, por los vestigios cerámicos y de otros tipos hallados en su emplazamiento debió existir aquí con anterioridad un asentamiento fortificado ibérico tardío, ocupado posteriormente por los romanos. Durante la época musulmana el castillo tendría una estructura muy simple, sirviendo simplemente de refugio a la población de las alquerías circundantes y a su ganado. Tras la rendición del Castillo de Bayrén a Jaime I en 1239, se entregaron también los castillos de la comarca dependientes de aquel, entre ellos el de Palma. Con la ocupación cristiana sería refortificado y ampliado con dependencias más complejas.

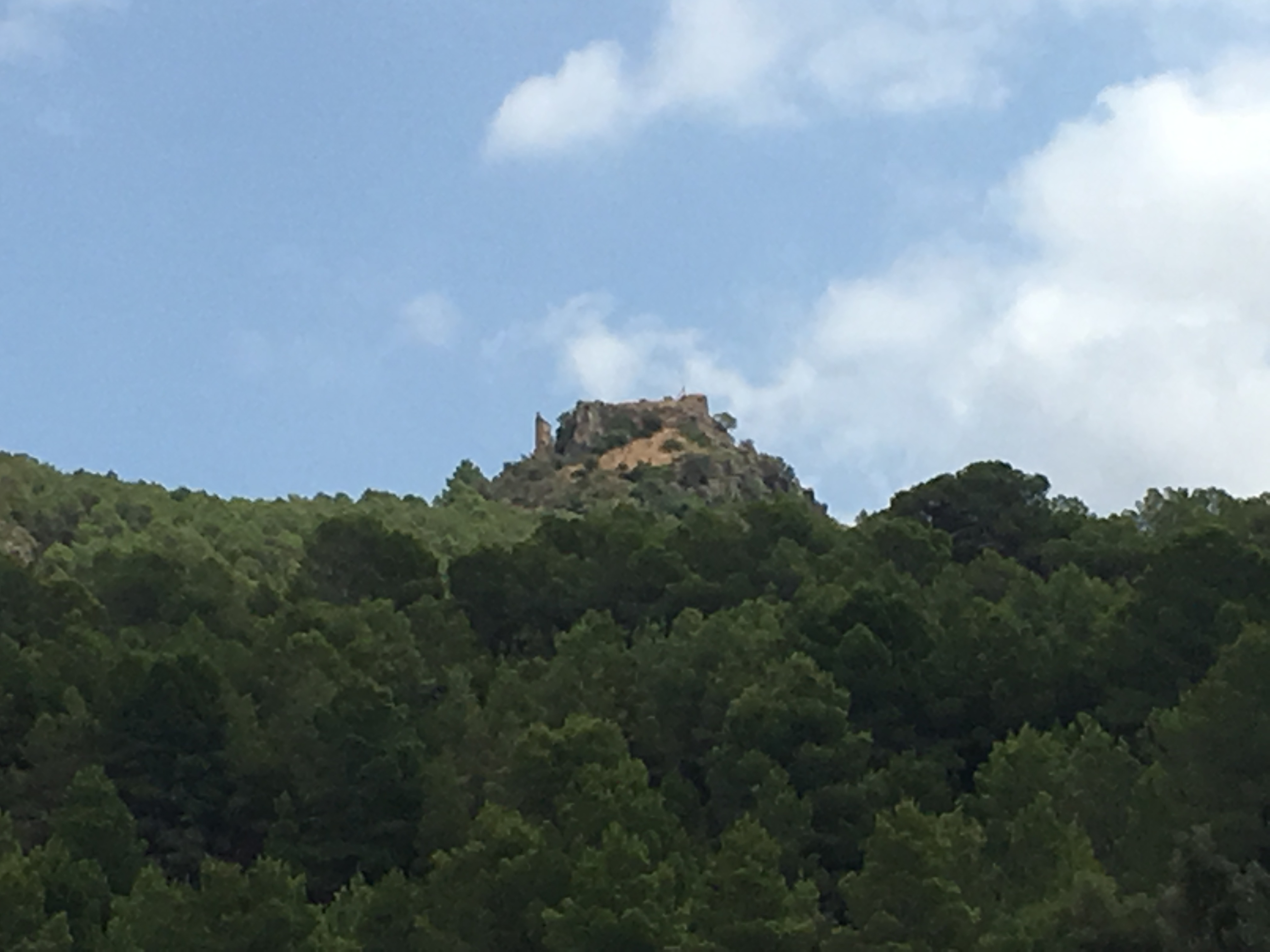
Castillo de Palma desde Alfauir

La fortaleza consta de dos recintos amurallados. El inferior y más extenso (1438 m²) se construyó en tapial adaptándose a la orografía del terreno y delimitaba el albacar, careciendo de construcciones interiores. En el ángulo noroeste estaba el recinto superior (592 m²), más complejo y reforzado por al menos dos torres, una circular de mampostería y otra cuadrangular de tapial, que defendía el único acceso a esta parte del castillo. Entre ambas aún pueden verse restos de un aljibe.
Durante el siglo XI su estructura era más simple de lo que ahora conocemos, ya que tenía como función servir de refugio a las poblaciones de los alrededores. En compensación por los servicios prestados, Jaime I concedió a Arnaldo de Romaní el castillo y la villa de Palma. Posteriormente Pedro III de Aragón se lo otorgaría a Joan de Pròixida quien se convertirá en el primer barón del castillo de Palma.
En 1346 Jaime II hizo donación del castillo al infante Pedro, con una cláusula por la que, en caso de no tener descendencia directa y masculina, la jurisdicción volvería a la corona, cosa que ocurrió prácticamente un siglo después. De esta forma pasaría a manos de Alfonso el Magnánimo. Posteriormente pasaría a los Pròixita y por último a los Montcada.

## Estado actual
Declarado bien de interés cultural, todo el conjunto se halla en ruina, manteniéndose en pie tan sólo tramos de lienzos de muralla, parte de las torres, una de planta circular, con fábrica de mampostería, en mal estado de conservación, y otra rectangular construida con técnica de tapial. El único acceso al interior de este recinto se encuentra en el interior de la torre rectangular. Se conservan algunos elementos auxiliares: entre las torre existen vestigios de un aljibe de planta rectangular (4 x 8,50 metros) y construido en tapial.